# Acacia propinqua
Acacia propinqua é uma espécie de leguminosa do gênero Acacia, pertencente à família Fabaceae.